# 巴科利
巴科利（Bacoli）是意大利南部坎帕尼亚大区那不勒斯省的一个市镇，位于那不勒斯以西15公里。2004年12月，该镇拥有人口27,402人，面积13.3平方公里。毗邻市镇有波佐利，隔海与普罗奇达相望。名胜有古希腊人在意大利所建的第一个殖民地库迈遗址。